# Julio Barreto
Julio César Barreto Pénie (* 19. September 1967 in Guanabacoa, Havanna) ist ein kubanischer Jazzschlagzeuger und Perkussionist.

## Leben und Wirken
Barreto wuchs in einer musikalischen Familie auf (ein Onkel war als Pianist bei Louis Armstrong bzw. als Komponist bei Benny Moré tätig). Mit sieben Jahren wurde er an die Musik seiner Heimat herangeführt und seine Begabung früh gefördert. Im Alter von zwölf Jahren spielte er bereits zu öffentlichen Anlässen.
1983 begann Baretto das klassische Studium am „Conservatorio Amadeo Roldán“, das er bereits nach sechs statt neun Jahren erfolgreich abschloss. In den nächsten Jahren arbeitete er mit Laurindo Almeida, Xiomara Laugart, Alfredo Rodríguez und der Gruppe Cuarto Espacio von Omar Hernandez zusammen. 1991 wurde er Mitglied des Ensembles von Gonzalo Rubalcaba, bei dem er sieben Jahre blieb und auf mehrere Welttourneen ging; dabei spielte er mit den Bassisten Felipe Cabrera, Ron Carter, Charlie Haden, Miroslav Vitouš, John Patitucci oder Buster Williams. Zwei der fünf Alben, die er mit Rubalcaba aufnahm, wurden für den Grammy nominiert (Rapsodia und Antiguo).
Ende 1995 gründete Barreto sein eigenes Trio (mit Antonio Pérez sowie Manuel Orza) und 1997 sein Cuban Quartet, mit dem er 1999 sein erstes Album unter eigenem Namen vorlegte. 1997 wurde er Mitglied von Roy Hargroves Crisol All Stars, die 1998 eine beachtete CD einspielten. Er nahm weiterhin auf mit Sophia Domancich, David Sánchez, Chucho Valdés, Steve Coleman, Stephan Kurmann, Adam Taubitz und Daniel Pezzotti. Auch arbeitet er mit Ann Malcolm, mit Katia Labèque und mit Dado Moroni.
Barreto lebt in der Schweiz und ist seit 2001 Dozent an der Musikhochschule Basel in den Hauptfächern Jazz-Schlagzeug und Perkussion.

## Diskographische Hinweise
- Iyabó (1997, mit Ravi Coltrane, Carlos Puig, Dany Martinez, Manuel Orza)